# Kácov
Kácov is een Tsjechische vlek (městys) in de regio Midden-Bohemen, en maakt deel uit van het district Kutná Hora. Kácov telt 796 inwoners (2023).

## Geschiedenis
- 1318 – De eerste schriftelijke vermelding van Kácov.
- 2006 – De gemeente Kácov krijgt (opnieuw) de status vlek.[1]